# Impfondo
Impfondo – miasto w Kongu; stolica departamentu Likouala; 21 tys. mieszkańców (2006). Przemysł spożywczy, włókienniczy. Siedziba rzymskokatolickiej diecezji.